# Arthur Crane
Arthur Crane (New York, 1972) è un archeologo e scrittore statunitense.
Si è laureato in archeologia presso la prestigiosa Università Yale.
Si occupa della vita quotidiana nel mondo antico, indagando tra le fonti letterarie classiche Orazio, Persio, Plauto, Petronio, Giovenale e Svetonio). I suoi contributi sono pubblicati in varie riviste di archeologia.
Grazie alla sua esperienza e alle sue conoscenze nel campo della storia antica, ha iniziato una serie ambientata a Pompei a partire dal 62 d.C., incentrata sulle vicende del detective Meleagro, inspector ante litteram. I romanzi pubblicati in Italia fino ad ora sono I veleni di Pompei. Meleagro, inspector ante litteram (2006) e Il ventre di Pompei. Meleagro e la ricetta assassina (2007).

## Opere
- Veneno Absumi Pompeis, 2004 (I veleni di Pompei. Meleagro, inspector ante litteram, 2006).
- Il ventre di Pompei. Meleagro e la ricetta assassina (2007).